# Zettlitz
Zettlitz é um município da Alemanha, situado no distrito de  Mittelsachsen, no estado da Saxônia. Tem 15,64 km² de área, e sua população em 2019 foi estimada em 685 habitantes.